# Anderl Molterer
Anderl Molterer, właśc. Andreas Molterer (ur. 8 października 1931 w Kitzbühel, zm. 25 października 2023 tamże) – austriacki narciarz alpejski, dwukrotny medalista olimpijski oraz trzykrotny medalista mistrzostw świata.

## Kariera
Pierwszy sukces w karierze Andreas Molterer osiągnął w 1952 roku, kiedy został mistrzem Austrii w biegu zjazdowym. W 1954 roku wystąpił na mistrzostwach świata w Åre, gdzie wywalczył brązowy medal w slalomie gigancie. W zawodach tych wyprzedzili go jedynie Norweg Stein Eriksen oraz François Bonlieu z Francji. Na tych samych mistrzostwach był też między innymi piąty w slalomie i siódmy w kombinacji alpejskiej. Najlepsze wyniki osiągnął na rozgrywanych dwa lata później igrzyskach olimpijskich w Cortinie d’Ampezzo. W gigancie zdobył tam srebrny medal, rozdzielając na podium swych rodaków, Toniego Sailera oraz Waltera Schustera. Pięć dni później wywalczył brązowy medal w zjeździe, plasując się za Sailerem i Raymondem Fellayem ze Szwajcarii. Startował także w slalomie, ale został zdyskwalifikowany już w pierwszym przejeździe. Z mistrzostw świata w Badgastein w 1958 roku wrócił bez medalu. W zjeździe i kombinacji był piąty, giganta ukończył na szóstej pozycji, a w slalomie był ósmy. Brał także udział w igrzyskach olimpijskich w Squaw Valley w 1960 roku, jednak ani razu nie znalazł się w czołowej dziesiątce. W zjeździe był tam dziewiętnasty, a w gigancie zajął dwunaste miejsce.
Odniósł ponadto dziewięć zwycięstw w zawodach Hahnenkammrennen w Kitzbühel (w zjeździe w 1953 roku, w slalomie w latach 1953, 1958 i 1959 oraz w kombinacji w latach 1953, 1955, 1958 i 1959), sześć w zawodach Arlberg-Kandahar-Rennen (w zjeździe w 1956 roku, w slalomie w latach 1953 i 1956 i w kombinacji w latach 1953, 1954 i 1956) oraz pięć zwycięstw w zawodach Lauberhornrennen w Wengen (w zjeździe w 1953 roku, w slalomie w latach 1953, 1956 i 1957 oraz w kombinacji w 1953 roku). Był również dziewięciokrotnym mistrzem kraju: w slalomie w latach 1954, 1955 i 1959, w gigancie w latach 1955, 1956 i 1960, w zjeździe w latach 1952 i 1956 oraz w kombinacji w 1955 roku.
Po igrzyskach w Squaw Valley Molterer osiadł w Stanach Zjednoczonych, gdzie pracował jako instruktor narciarstwa oraz współtworzył Międzynarodowy Profesjonalny Związek Narciarski (IPSRA). W 1966 roku pomógł w otworzeniu ośrodka Red Lodge International Summer Ski Racing Camp w Montanie, a cztery lata później otworzył własny ośrodek – Molterer Sports w Aspen w stanie Kolorado. Do 2022 mieszkał w Nashville.

## Osiągnięcia

### Igrzyska olimpijskie
| Miejsce | Dzień       | Rok  | Miejscowość       | Konkurencja | Czas biegu | Strata | Zwycięzca    |
| ------- | ----------- | ---- | ----------------- | ----------- | ---------- | ------ | ------------ |
| 2.      | 29 stycznia | 1956 | Cortina d’Ampezzo | Gigant      | 3:00,1 min | +6,2 s | Toni Sailer  |
| DSQ     | 31 stycznia | 1956 | Cortina d’Ampezzo | Slalom      | 3:14,7 min | –      | Toni Sailer  |
| 3.      | 3 lutego    | 1956 | Cortina d’Ampezzo | Zjazd       | 2:52,2 min | +4,0 s | Toni Sailer  |
| 12.     | 21 lutego   | 1960 | Squaw Valley      | Gigant      | 1:48,3 min | +3,3 s | Roger Staub  |
| 19.     | 22 lutego   | 1960 | Squaw Valley      | Zjazd       | 2:06,0 min | +9,1 s | Jean Vuarnet |

### Mistrzostwa świata
| Miejsce | Dzień       | Rok  | Miejscowość       | Konkurencja | Czas biegu  | Strata     | Zwycięzca        |
| ------- | ----------- | ---- | ----------------- | ----------- | ----------- | ---------- | ---------------- |
| 5.      | 1 marca     | 1954 | Åre               | Slalom      | 2:20,06 min | +6,96 s    | Stein Eriksen    |
| 3.      | 3 marca     | 1954 | Åre               | Gigant      | 1:52,5 min  | +1,5 s     | Stein Eriksen    |
| 34.     | 7 marca     | 1954 | Åre               | Zjazd       | 1:59,6 min  | ?          | Christian Pravda |
| 7.      | 7 marca     | 1954 | Åre               | Kombinacja  | 4,08 pkt    | ?          | Stein Eriksen    |
| 2.      | 29 stycznia | 1956 | Cortina d’Ampezzo | Gigant      | 3:00,1 min  | +6,2 s     | Toni Sailer      |
| DSQ     | 31 stycznia | 1956 | Cortina d’Ampezzo | Slalom      | 3:14,7 min  | –          | Toni Sailer      |
| 3.      | 3 lutego    | 1956 | Cortina d’Ampezzo | Zjazd       | 2:52,2 min  | +4,0 s     | Toni Sailer      |
| 8.      | 2 lutego    | 1958 | Badgastein        | Slalom      | 1:55,1 min  | ?          | Josef Rieder     |
| 6.      | 5 lutego    | 1958 | Badgastein        | Gigant      | 1:48,8 min  | +6,5 s     | Toni Sailer      |
| 5.      | 9 lutego    | 1958 | Badgastein        | Zjazd       | 2:28,5 min  | +5,0 s     | Toni Sailer      |
| 5.      | 9 lutego    | 1958 | Badgastein        | Kombinacja  | 0,36 pkt    | +12,21 pkt | Toni Sailer      |
| 12.     | 21 lutego   | 1960 | Squaw Valley      | Gigant      | 1:48,3 min  | +3,3 s     | Roger Staub      |
| 19.     | 22 lutego   | 1960 | Squaw Valley      | Zjazd       | 2:06,0 min  | +9,1 s     | Jean Vuarnet     |